# Cantone di Le Catelet
Il Cantone di Le Catelet era una divisione amministrativa dell'arrondissement di San Quintino con capoluogo Le Catelet.
A seguito della riforma approvata con decreto del 21 febbraio 2014, che ha avuto attuazione dopo le elezioni dipartimentali del 2015, è stato soppresso.

## Composizione
Comprendeva 18 comuni:
- Aubencheul-aux-Bois
- Beaurevoir
- Bellenglise
- Bellicourt
- Bony
- Le Catelet
- Estrées
- Gouy
- Hargicourt
- Lehaucourt
- Joncourt
- Lempire
- Levergies
- Magny-la-Fosse
- Nauroy
- Sequehart
- Vendhuile
- Villeret